# Gouiné
Gouiné est une ville située à l'ouest de la Côte d'Ivoire, et appartenant au département de Biankouma, dans la Région des Montagnes. La localité de Gouiné est un chef-lieu de commune et de sous-préfecture .